# Cheiriphotis walkeri
Cheiriphotis walkeri is een vlokreeftensoort uit de familie van de Corophiidae. De wetenschappelijke naam van de soort is voor het eerst geldig gepubliceerd in 1918 door Stebbing.